# Casa en l'avinguda Pare Carlos Ferris, 28
La Casa en l'avinguda Pare Carlos Ferris, 28, és un edifici residencial situat al municipi d'Albal. És Bé de Rellevància Local amb identificador nombre 46.16.007-008.